# Ludwik Cylkow

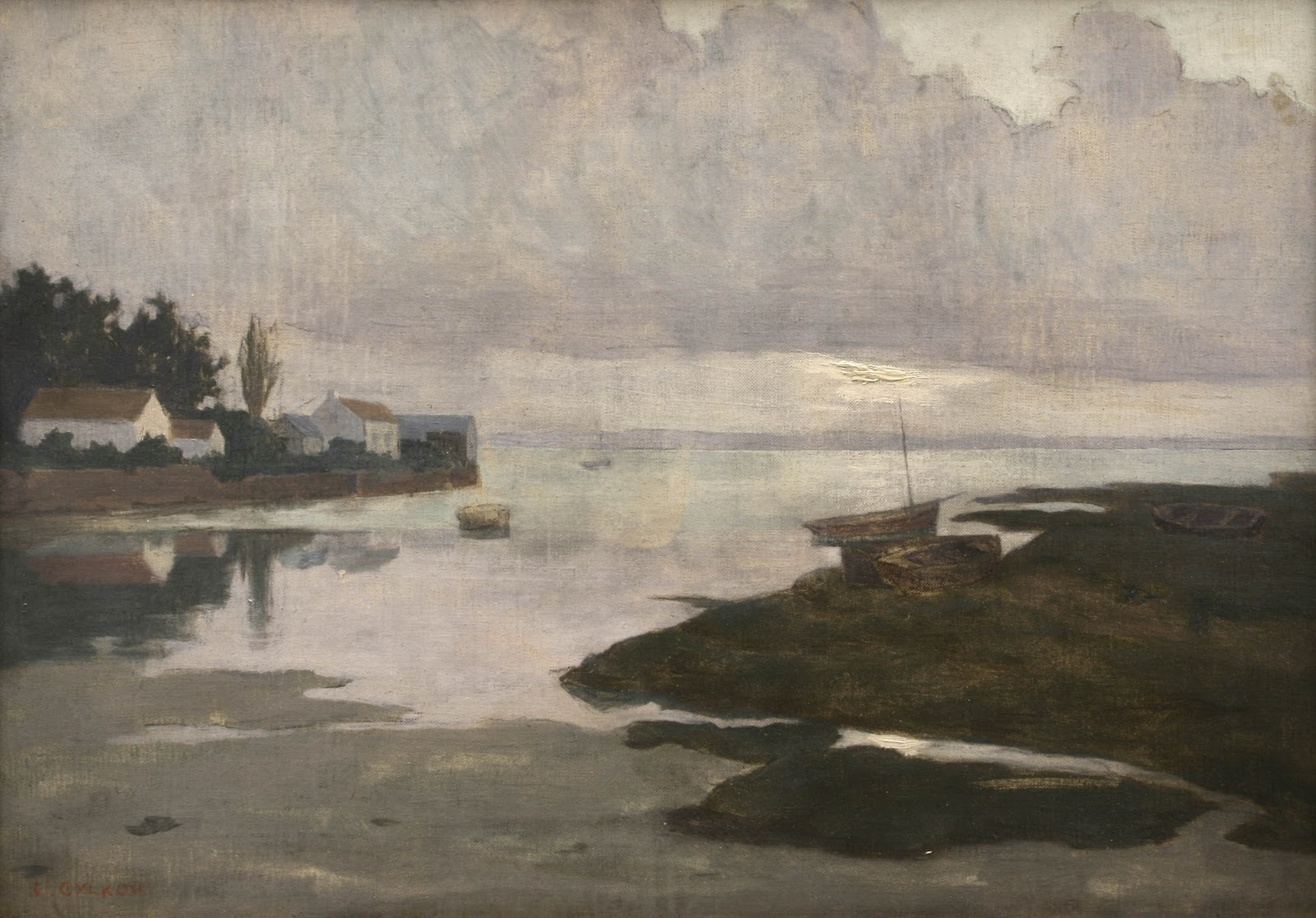
Krajobraz

Ludwik Cylkow (franc. Louis Cylkow, ur. 1877 w Warszawie, zm. 1934 w Nantes) – malarz polski pochodzenia żydowskiego działający głównie we Francji.

## Życiorys
Studiował 1901-1902 na Akademii Sztuk Pięknych w Krakowie u Józefa Mehoffera. Zadebiutował na wystawie Towarzystwa Przyjaciół Sztuk Pięknych w Krakowie w roku 1902. Wystawiał obrazy także w Warszawie na wystawach Towarzystwa Zachęty Sztuk Pięknych, w salonach Aleksandra Krywulta i Abe Gutnajera. W roku 1921 uczestniczył w Wystawie Prac Artystów Żydowskich w Warszawie.
Zamieszkał we Francji, studiował w Académie Julian, ale nie został członkiem École de Paris. Uprawiał głównie malarstwo pejzażowe, szczególnie krajobrazy nadmorskie z Bretanii i Wandei z kłębiącymi się chmurami. Zajmował się też litografią.